# Sàvina-Gnéssina
Ievguénia Fabiànovna Sàvina-Gnéssina (Rostov-on-Don, Imperi Rus, 27 de febrer/11 de març, 1869 o 1870, - Moscou (URSS), 6 d'abril, 1940), va ser una pianista russa, professora de música, personatge musical i públic, homenatjada Artista de la República (1925), Artista Honorat de la RSFSR (1935). Una de les germanes Gnessin.

## Biografia
Ievguénia Fabiànovna Gnéssina va néixer a Rostov-on-Don (diversos documents contenen diverses dates de naixement - de 1866 a 1871, molt probablement 1869 o 1870) a la família del rabí del govern de la ciutat Fabian Osipovich (Fayvish Ioselevich) Gnessin (1837-18918), natural del poble Ivenets, graduat de l'escola rabínica de Vilna; la seva mare - Beila Isaevna Fleitzinger-Gnéssina (nascuda Shima-Beila Shaevna Fleitzinger; 6 de març de 1838, Vílna - 1911, Moscou), cantant, estudiant de S. Monyushko. Els pares es van casar el 15 de juliol de 1863 a Vilna.
Quan va fer 14 anys, els seus pares van enviar Ievguénia a entrar al Conservatori de Moscou. Ievguénia Fabiànovna es va graduar al departament de piano (curs pedagògic) del conservatori el 1889 (classe de Vassili Safónov), i també va estudiar composició amb Anton Arenski i Serguei Tanéiev Va rebre una petita medalla de plata en graduar-se al conservatori. El 1889-1891. Va ensenyar temes musicals a l'escola de la Societat d'Amics de la Literatura i l'Art, on el jove fill comerciant Konstantin Alekseev -en el futur K. S. Stanislavsky - va fer les seves actuacions.
El 1895, juntament amb les seves germanes Elena i Maria, va fundar l'"Escola de Música de les Germanes E. i M. Gnessin", que després esdevingué un sistema educatiu de tres nivells (escola-universitat-institut). Ievguénia Fabiànovna va ensenyar piano, solfeig infantil, teoria musical elemental, cor infantil, per primera vegada a les institucions d'ensenyament musical de Moscou, i va dirigir el departament de piano. Va portar a terme la direcció artística general de l'escola (juntament amb la seva germana Ielena Gnéssina). El 1911, Ievguénia Fabiànovna va posar en escena per primera vegada l'òpera infantil "Yolochkin Dream" d'Alexandre Grechaninov. Posteriorment, van continuar les produccions d'òpera d'estudiants infantils i adults sota la direcció de Ievguénia Sàvina-Gnéssina.
El 1901 es va casar amb Savin Alexander Nikolaevich (1873-1923) - historiador, professor a la Universitat Estatal de Moscou, un gran especialista en la història d'Anglaterra.
Ievguénia Fabiànovna Sàvina-Gnéssina està enterrada al cementiri de Novodevichy.

## Alumnes
Entre els seus alumnes va tenir, pianistes, compositors, professors d'institucions educatives, científics, molts dels quals després van destacar en la seca carrera.